# Смалле-Е
Смалле-Е (нід. Smalle Ee, нід. вимова: [ˌsmɑlə ˈʔeː]) — село в нідерландській провінції Фрисландія. Входить до муніципалітету Смаллінгерланд.
Його площа становить 3,03 км², а населення станом на 2021 рік складало 45 осіб.
Перша згадка про населений пункт датується 1230 роком. Статус села отримав 1955 року.